# Leiva (Nariño)
Pour les articles homonymes, voir Leiva (homonymie).
Leiva est une municipalité située dans le département de Nariño en Colombie.